# Adam Marjański
Adam Marjański (ur. 1959) – polski aktor teatralny i filmowy. Absolwent warszawskiej PWST.

## Życiorys
Aktor teatrów łódzkich: im. Jaracza (1985–1993), Nowego (1994-1996) i Powszechnego (od 1996). W latach 1982-1985 występował w Teatrze Narodowym w Warszawie. Telewidzom i kinomanom znany przede wszystkim z roli Janka Bohatyrowicza w filmie Zbigniewa Kuźmińskiego – Nad Niemnem.

## Filmografia
- Soból i panna (1983), reż. H. Drapella – Józef Trembel
- Nad Niemnem (1986), reż. Z. Kuźmiński – Jan Bohatyrowicz
- Ucieczka z miejsc ukochanych odc. 1 i 4 (1987), reż. J. Dziedzina – Jędrzej Kunefał, dziad Jasia
- Gdańsk 39 (1989), reż. Z. Kuźmiński – Andrzej Solecki, pracownik Generalnego Komisariatu RP w Gdańsku